# Нишка операция (1915)
 Тази статия е за битката през Първата световна война.  За битката през Втората световна война вижте Нишка операция (1944).  
С Битката за Морава (14 октомври - 9 ноември 1915), известна още като Нишка операция и Моравска настъпателна операция, България се включва в Първата световна война на страната на Централните сили и напада Сърбия. В резултат на битката противостоящите сръбски сили са разбити.

## Битката
В началото, поради лошите климатични условия и непроходимия терен, българското настъпление е забавено. Въпреки отчаяната съпротива на сръбските части, отбраната им е сломена след отстъплението на техния Княжевацки отряд на 12-13 октомври под натиска на Осма пехотна тунджанска дивизия. Това принуждава сръбските части да се изтеглят на 14 октомври и от Пиротския укрепен пункт. Първа армия продължава да ги преследва и след пробива настъпва към Ниш.
На 22 октомври след ожесточени боеве българската армия достига покрайнините на Ниш. Щурмът на града започват едновременно части от северната и източната група на Първа българска армия. Отбранителния рубеж на Нишката крепост е пробит в 16 ч. българско време от Четвърти пехотен плевенски полк на Девета плевенска дивизия с фронтална атака „на нож“. Сърбите побягват панически, изоставяйки в български ръце цялата укрепена линия.
На 23 октомври сутринта българската армия влиза без бой, триумфално и победоносно в изоставената от сърбите Нишка крепост, залавяйки огромно количество военни трофеи - складове с храни, муниции и ново въоръжение. Същевременно хиляди дезертирали от сръбската армия войници се предават в плен, а останалите сръбски части позорно се оттеглят зад Морава към Косово поле в последен опит да дадат решително сражение, в което да спасят сръбската бойна чест.
Падането на Ниш има огромно психологическо въздействие върху българския национален и боен дух. В Ниш резидират от началото на войната сръбският кралски двор и правителството на Никола Пашич, които са принудени да изоставят военновременната си столица, спасявайки се с бягство към Косово.
От 24 октомври българската армия продължава изтласкването на останалите сръбски части към Косово поле.